# Aminovita
Aminovita es un proyecto español de investigación oncológica, actualmente en ensayos clínicos de fase I. La terapia oncológica es novedosa por tratar el cáncer metastásico avanzado con una dieta artificial dirigida a impedir el crecimiento de los tumores sin dañar el tejido sano. A diferencia de la quimioterapia, la inmunoterapia o la radioterapia, los efectos secundarios de esta terapia experimental son mínimos. Este proyecto  de investigación se inició in vitro en 2017, pasó a fase experimental con ratones humanizados en 2019 y tras prometedores resultados en varios tipos tumorales inició en 2023 los ensayos en humanos. En enero de 2023 se anunciaron los ensayos clínicos en humanos.
El proyecto de investigación es el fruto de una colaboración entre la Universidad de Sevilla, el grupo Quirón Salud y la sociedad Aminovita SL.
Varios estudios han sido publicados por los investigadores de este proyecto detallando los resultados de los ensayos en ratones.